# Adam Dorten
Hans Adam Dorten, född 10 februari 1880, död 1963, var en tysk jurist och politisk äventyrare.
Efter tjänst som officer i första världskriget dök Dorten upp vid revolutionen 1918 och var i maj–juni 1919 företrädare för att Rhenlandet under Frankrikes beskydd skulle upprätta en självständig republik, vars president han själv skulle bli. Sista försöket gjordes i Aachen 1923. 1924 upplöstes den för ändamålet bildade organisationen. Dorten häktades 1920 men släpptes på fransk begäran.